# أونو (فوكوي)
مدينة أونو (بالإنجليزية: Ōno)‏ هي أحد المدن التابعة لمحافظة فوكوي. تأسست رسميًا في 01/07/1954. ويقدر عدد سكانها بـ 36763 نسمة حسب تقدير مكتب الإحصاء الياباني لعام 2012. تبلغ مساحة أونو 872.3 كم2. بكثافة سكانية تبلغ 42.1 نسمة/كم2.